# Actaea parvula
Actaea parvula är en kräftdjursart som först beskrevs av Krauss 1843.  Actaea parvula ingår i släktet Actaea och familjen Xanthidae. Inga underarter finns listade i Catalogue of Life.